# Raymond J. DeMallie
Raymond J. DeMallie (nascut el 16 d'octubre de 1946) és un antropòleg estatunidenc, el treball del qual està enfocat en la història cultural dels pobles de les Planes del Nord, en particular els lakotes. El seu treball és format per recerca interrelacionada en arxius, museus i etnografia de manera característica del mètode etnohistòric. El 1985 va fundar i esdevingué director de l'Institut de Recerca d'Estudis Amerindis a la Universitat d'Indiana Bloomington.

## Primers anys i educació
Raymond DeMallie va néixer el 1946 i va créixer a Rochester (Nova York). El 1964, en el seu últim any d'escola secundària, va assistir a la lectura de Lewis Henry Morgan a la Universitat de Rochester, donada per Fred Eggan de la Universitat de Chicago.
Això inspirà la decisió de DeMallie d'assistir a la Universitat de Chicago per al treball de grau i postgrau; eventualment Eggan seria el president del Comitè de la Dissertació. Altres influents mestres de Chicago serien Sol Tax (amb el qual va treballar com a membre del personal de Current Anthropology), George Stocking, Ray Fogelson, i David Schneider.
La dissertació sobre el treball de camp de DeMallie a la reserva índia de Cheyenne River se centrà en el parentiu i l'organització social. DeMallie va mostrar les dades, tant culturals i lingüístiques, i va rebre el doctorat el 1971 (va obtenir la seva llicenciatura amb honors el 1968 i el seu mestratge el 1970 al Departament d'Antropologia a Chicago.)

## Carrera
DeMallie fou membre del Departament d'Antropologia de la Universitat de Wyoming el 1972-73.
El 1973 es va unir al departament d'Antropologia de la Universitat d'Indiana Bloomington, cosa que li va permetre treballar amb el fundador del departament Charles F. Voegelin. El 1985 DeMallie fundà i esdevingué director de l'American Indian Studies Research Institute Arxivat 2014-06-05 a Wayback Machine. a la Universitat d'Indiana. L'Institut col·laborava amb tribus en documentar llengües natives amenaçades i desenvolupà materials per ensenyar les llengües, moltes de les quals estan sent reviscolades a les escoles i facultats. A la facultat d'Indiana el professor DeMallie fou també professpr canceller de la classe de 1967 d'Antropologia i Estudis Americans.
Durant la seva estada a Indiana, DeMallie va capacitar un important nombre d'acadèmics que han assumit càrrecs de recerca i docència en diversos camps que s'ocupen d'estudis nadius nord-americans. Aquests inclouen noms com Brenda Farnell, Paula Wagoner, Mindy J. Morgan, Jason Baird Jackson, i Carolyn Anderson.
DeMallie ha estat actiu en associacions professionals; el 1991-1992 fou elegit president de l'American Society for Ethnohistory.

## Llegat i honors
- En 2002-2003, fou membre de la French-American Foundation Chair in American Civilization a l'École des Hautes Études en Sciences Sociales de París.[2][4]

## Treballs representatius

### Articles
- DeMallie, Raymond J. «The Lakota Ghost Dance: An Ethnohistorical Account». The Pacific Historical Review, 51, 4, 11-1982, p. 385–405. ISSN: 0030-8684.
- DeMallie, Raymond J. The Cultural Analysis of Kinship: The Legacy of David M. Schneider.  University of Illinois Press, 2001, p. 46–59. hdl:2027/spo.bbk4552.0001.001. OCLC 45784204. «Procrustes and the Sioux: David M. Schneider and the Study of Sioux Kinship»
- DeMallie, Raymond J. Handbook of North American Indians, Vol. 14: Southeast.  Smithsonian Institution, 2004, p. 286–300. ISBN 0-16-072300-0. «Tutelo and Neighboring Groups»
- DeMallie, Raymond J. New Perspectives on Native North America: Cultures, Histories, and Representations.  University of Nebraska Press, 2006, p. 239–260. OCLC 61454015. «The Sioux at the Time of European Contact: An Ethnohistorical Problem»

### Llibres
- DeMallie, Raymond J. North American Indian Anthropology: Essays on Society and Culture.  University of Oklahoma Press, 1994, p. 125–146. OCLC 30594282. «Kinship and Biology in Sioux Culture»
- Handbook of North American Indians, Vol. 13: Plains.  Smithsonian Institution, 2001. OCLC 48209643.
- Sioux Indian Religion: Tradition and Innovation.  University of Oklahoma Press, 1987. OCLC 15055139. Arxivat 2015-09-24 a Wayback Machine.
- Neihardt, John Gneisenau; Black Elk. The Sixth Grandfather: Black Elk's Teachings Given to John G. Neihardt.  University of Nebraska Press, 1984. OCLC 9762083.